# Don Benito
Don Benito est une ville et commune espagnole située dans la province de Badajoz en Estrémadure. Elle constitue un important centre économique, avec Villanueva de la Serena, dans la comarque de La Serena-Vegas Altas.
La population de la municipalité s'élevait à 37 275 habitants en 2021. Sur la population totale, plus de 88 % résident dans le noyau urbain, le reste étant réparti entre sept villages. Le centre de population est situé entre le Guadiana, à quatre kilomètres au nord, et son affluent l'Ortiga, à quatre kilomètres au sud.
Le principal secteur économique de la ville est celui des services. Cependant, le confluent du Guadiana et de l'Ortiga a encouragé l'exploitation agricole et d'élevage, autour de laquelle une importante industrie alimentaire s'est développée.

## Geographie

### Localisation
Située dans la région de Las Vegas Altas, elle forme, avec Villanueva de la Serena, une agglomération de grande importance dans toute la région, formant un centre agricole, industriel et de services avec une grande influence à la fois au niveau local et régional, qui dépasse 60 000 habitants. Avec 561,99 km2, c'est l'une des plus vastes communes d'Espagne. C'est le siège du district judiciaire de Don Benito.
Les sites naturels de Doña Blanca, au nord, et de La Serrezuela, au sud, qui sont tous deux propriété publique, s'étendent autour du lit de la rivière Ortiga, affluent du Guadiana. Au sud, s'élève la Sierra de Ortiga, une zone de petite montagne qui s'étend sur environ 3,85 km et d'altitude modérée (654 mètres à son point culminant). Le reste du territoire municipal est principalement plat.
Le territoire communal comprend les sept villages de Conquista del Guadiana, Gargáligas, Hernán Cortés, Ruecas, El Torviscal, Valdehornillos et Vivares.

### Climat
La région géographique dans laquelle se trouve Don Benito possède un climat méditerranéen typique, avec des étés très chauds et des hivers doux. La température moyenne totale de l'année est de 16,71 °C. Pendant les mois d'été, les températures sont très élevées, dépassant parfois 40 °C, atteignant parfois 44 °C. Pendant les mois d'hiver, les températures sont douces, descendant rarement en dessous de 0 °C. À cette période de l'année, la ville est prise par les brumes, en raison de la proximité du Guadiana. Les précipitations sont rares, variant entre 300 et 400 mm par an, étant pratiquement nulles pendant les mois d'été. 

## Histoire

### Moyen Âge
Les données précises sur la fondation de la ville ne sont pas disponibles avant la seconde moitié du XVe siècle, bien que l'on puisse dire que c'était un lieu de peuplement successivement romain, wisigoth puis arabe. Le plus ancien document connu sur la population est un édit royal de 1494 où le comte de Medellín a reçu l'ordre de ne pas s'immiscer dans les élections du conseil municipal. 
Il existe plusieurs hypothèses concernant la fondation de Don Benito.
Certains [Qui ?] disent que la ville a été créée à partir de la localité voisine de Don Llorente, afin de fonder un établissement dans un endroit mieux protégé que celui d'origine pour se protéger des inondations continues produites par le Guadiana. Selon d'autres thèses, deux fils du comte de Medellín auraient fondé respectivement Don Llorente et Don Benito sur le motif que leur père avait fait don de deux villages auxquels ils ont donné leur nom, mais Don Llorente a subi des inondations continuelles en raison de sa proximité avec le Guadiana. les résidents ont alors accepté de s'installer à Don Benito, situé sur un terrain plus sûr.
Alonso de Maldonado, chroniqueur du XVe siècle, fait également allusion à 1474, mentionnant le passage par ce lieu du grand maître de l'ordre d'Alcántara, Alonso de Monroy, qui se dirigeait vers Magacela. Il ajoute un détail à titre d'anecdote : son cheval fauve « qui est mort alors qu'il le chevauchait ». Alonso signalait ainsi déjà Don Benito comme une « ancienne bourgade ».

### Époque moderne
Le 7 mars 1550, Charles Quint accorda à Don Benito ses premières ordonnances municipales et en 1591, selon le recensement de la couronne de Castille, la ville comptait 4 239 habitants. Au cours des XVe et XVIe siècles, Don Benito a connu une croissance démographique, ce qui a entraîné une expansion rapide des constructions urbaines, s'éloignant de leur emplacement d'origine, Cerro de San Sebastián.
Au cours de cette période, l'activité économique tourne autour de l'élevage avec la création du Conseil Mesta et la nouvelle structure de propriété imposée par les conquérants, le latifundio. Au XVIIe siècle, la ville connaît une grande perte d'habitants en raison d'épidémies de peste, de pluies torrentielles, d'invasion de criquets, de sécheresses, etc. 
Juillet 1735 fut une date historique pour Don Benito lorsqu'il prit le privilège d'une ville exonérée, ce qui impliqua l'indépendance du comté de Medellín en payant Philippe V 4500 ducats. Cependant, c'était un siècle avant, le 6 novembre 1635, lorsque l'autonomie commença. 
Le 6 janvier 1634, le roi Philippe IV d'Espagne "pour aider les dispositions de mon service royal", publie un certificat dans lequel il est autorisé à acheter "des juridictions utilisées par les habitants de la seigneurie". En vertu de ce certificat, il a "accordé un acte" par lequel il a vendu, à ladite place de Don Benito, son Conseil, Justice et Régiment, la juridiction officielle pouvait déjà nommer, le jour de San Miguel, deux maires ordinaires "sans approbation ou confirmation du comte de Medellín ou de toute autre personne. " "Et vous me commanderez d'envoyer par la présente le propriétaire (par le comte de Medellín) quitter Don Benito." Vous pouvez également nommer les échevins et les greffiers du Conseil. Pour cela, le Conseil devait payer douze mille ducats: un dixième en argent et le reste en toison, à certaines conditions. Don Benito, en ce sens, était déjà indépendant, comme le dit le roi:
 "... Vous ordonnerez de ma part que j'ordonne par la présente au propriétaire de quitter ledit lieu et de quitter et consentir à utiliser la juridiction desdits bureaux et à le protéger et le défendre en sa possession sans personne il se mêle de déranger ladite place de Don Benito, pour qu'il puisse ... "Donné à Madrid, le 6 novembre 1635 ans." MOI, LE ROI ... »

### Époque contemporaine
Après la fin de l'Ancien Régime, la ville devint une municipalité constitutionnelle. En 1834, Elle est désignée chef-lieu d'un district judiciaire et en 1846, d'une circonscription électorale. Au recensement de 1842, elle comptait 3 806 foyers et 14 610 habitants. En 1856, elle obtint le titre de « ville », accordé par Isabelle II, au regard de son développement croissant.
La guerre civile a frappé la ville considérablement, car elle était proche de la ligne du côté républicain. La Sierra de Ortiga conserve l'une des fortifications les plus importantes que l'armée républicaine ait faites sur tout le front d'Estrémadure. C'était un système complexe de tranchées et de passages souterrains. En outre, la chaîne de montagnes abritait des postes de tireurs d'élite et des bunkers en béton armé.

### Fusion avec Villanueva de la Serena
À partir des années 1970, un projet de fusion entre Don Benito et Villanueva de la Serena est proposé mais il faut attendre 2019 pour qu'il soit repris par les deux municipalités. En 2021, elles se prononcent pour l'organisation d'une consultation populaire non contraignante sur le sujet, qui est soutenue à la fois par la députation provinciale de Badajoz, le gouvernement d'Estrémadure et le représentant du gouvernement espagnol. À l'issue du vote qui se tient le 20 février 2022 dans les deux communes, le « oui » l'emporte par 66,27 % des voix à Don Benito et à 90,49 % des voix à Villanueva. La fusion effective n'entrera cependant en vigueur qu'en 2027.

## Symbole
Bouclier court bleu sur la moitié du haut avec un château d'or de sabre et d'un palmier, de sinople. En dessous deux clés, d'or, en croix avec les yeux baissés et les palmétones dessus, creuses, formant une croix et regardant vers l'extérieur. Au dessus du bouclier, une couronne royale.
Drapeau rectangulaire, de proportions 2/3, formé de deux bandes verticales, de proportions 2/3 et 1/3 de la longueur, blanc à côté du mât, chargé du bouclier héraldique municipal, et rouge sur l'aile.

## Transports et infrastructures
La ville est reliée à l'autoroute EX-A2, qui relie Don Benito à Miajadas. Son territoire est en outre traversé par l'A-5.